# Allocyttus folletti
Allocyttus folletti és una espècie de peix pertanyent a la família dels oreosomàtids i a l'ordre dels zeïformes.

## Etimologia
Allocyttus prové dels mots grecs allos (un altre) i kyttaros, kytos (una cavitat convexa), mentre que folletti fa referència a William I. Follet de l'Acadèmia de les Ciències de Califòrnia, el qual fou un especialista dels peixos de Califòrnia.

## Descripció
Fa 42 cm de llargària màxima (tot i que la seua mida més normal és de 35,1 cm) i 1,3 kg de pes. 7 espines i 33 radis tous a l'única aleta dorsal. 3 espines i 31-32 radis tous a l'aleta anal. Ulls grans (al voltant de la meitat de la llargada del cap). Escates amb una mena de cresta central a l'àrea interorbitària, el clatell, el ventre i les bases de les aletes dorsal i anal. 85-87 escates a la línia lateral. Aletes pectorals amb cap espina i 19-20 radis tous. Aletes pelvianes amb 1 espina i 6-6 radis tous.

## Hàbitat i distribució geogràfica
És un peix marí, batidemersal i oceanòdrom (entre 366 i 732 m de fondària i en aigües de temperatura compresa entre 2 °C-4 °C), el qual viu al Pacífic nord: des del Japó fins a la mar de Bering i Califòrnia (els Estats Units), incloent-hi Rússia, els Estats Units (com ara, Alaska), el Canadà, la mar del Japó, el golf d'Alaska, les muntanyes submarines Nintoku i Suiko, i els corrents de Califòrnia i de Kuroshio.

## Observacions
És inofensiu per als humans, el seu índex de vulnerabilitat és d'alt a molt alt (66 de 100) i els joves són pelàgics, mentre que els adults viuen a prop del fons marí.